# Tomorrow (岡本真夜のアルバム)
『Tomorrow』（トゥモロー）は、岡本真夜の11枚目のオリジナル・アルバム。2012年3月7日に日本クラウンから発売された。

## 解説
前作『Close To You』から1年4か月ぶり。
収録曲「Message〜明日の僕へ〜」は波瑠、「Happy Life〜明日に向かって〜」は島崎和歌子への提供曲。
「TOMORROW 〜明日の君へ〜」には、東北地方太平洋沖地震（cf. 東日本大震災）の後に発生した福島第一原子力発電所事故により、村外への避難を余儀なくされた福島県相馬郡飯舘村の子供たちを招いて、2011年12月25日に同県伊達郡川俣町で行なわれた「飯舘村 卒業・卒園式イベント」の参加者約600名によるコーラスが収められている。

## 収録曲
全作詞・作曲：岡本真夜（作詞#3：岡本真夜・真名杏樹）　全編曲：西垣哲二・岡本真夜
1. Sunrise 〜Prologue〜 [0:57]
2. 365日のLove song [4:50]
  - BSフジ『beポンキッキーズ』beポン・メロディ
3. TOMORROW 〜明日の君へ〜 [4:53]
  - 「TOMORROW」のセルフカバー
4. 約束 [5:48]
5. Message 〜明日の僕へ〜 [4:59]
6. One Love , One Smile [4:50]
  - NGOプランジャパン25周年記念コンサート テーマソング
7. I believe 〜Unplugged Version〜 [3:49]
  - ベストアルバム『My Favorites』収録曲「I believe」の別バージョン
8. if… [5:06]
9. Happy Life 〜明日に向かって〜 [4:32]
10. Moonlight 〜Epilogue〜 [1:02]